# This Feeling
This Feeling è un singolo del duo statunitense The Chainsmokers, pubblicato il 18 settembre 2018 come settimo estratto dal secondo album in studio Sick Boy.
Il singolo ha visto la partecipazione vocale della cantautrice statunitense Kelsea Ballerini.

## Classifiche
| Classifica (2018-19) | Posizione massima |
| -------------------- | ----------------- |
| Australia            | 17                |
| Austria              | 50                |
| Belgio (Fiandre)     | 61                |
| Belgio (Vallonia)    | 58                |
| Canada               | 34                |
| Croazia              | 38                |
| Francia              | 197               |
| Irlanda              | 26                |
| Malesia              | 12                |
| Nuova Zelanda        | 23                |
| Portogallo           | 53                |
| Regno Unito          | 63                |
| Repubblica Ceca      | 20                |
| Singapore            | 7                 |
| Slovacchia           | 22                |
| Stati Uniti          | 50                |
| Svezia               | 30                |
| Svizzera             | 88                |
| Ungheria             | 24                |